# Ֆ
Das Fê (Ֆ und ֆ) ist der 39. Buchstabe des ostarmenischen Alphabets und der 38. Buchstabe des westarmenischen. Der Buchstabe stellt den Laut [⁠f⁠] dar und wird im Deutschen mit dem Buchstaben F transkribiert.
Es ist keinem Zahlenwert zugeordnet. 

## Zeichenkodierung
Das Fê ist in Unicode an den Codepunkten U+0556 (Großbuchstabe) bzw. U+0586 (Kleinbuchstabe) zu finden.